# Morsbach (Moselle)
Pour les articles homonymes, voir Morsbach.
Morsbach [mɔʁsbak] est une commune française de l'agglomération de Forbach, située dans le département de la Moselle, en région Grand Est. Elle est localisée en Lorraine, dans la région naturelle du Warndt et dans le bassin de vie de la Moselle-Est.

## Géographie

### Localisation
Le village est situé sur le ruisseau « Morsbach » ou « Morschbach » dans le langage populaire : c’est ce ruisseau (prenant sa source entre Folkling et Tenteling) qui a donné son nom au village.

### Communes limitrophes
|                         | Forbach                       | Œting    |
| Großrosseln (Allemagne) | Morsbach                      | Folkling |
| Rosbruck                | Cocheren (par un quadripoint) |          |

### Hydrographie

#### Réseau hydrographique
La commune est située dans le bassin versant du Rhin au sein du bassin Rhin-Meuse. Elle est drainée par la Rosselle et le ruisseau le Morsbach.
La Rosselle, d'une longueur totale de 32,8 km, prend sa source dans la commune de Boucheporn traverse treize communes françaises puis, au-delà de Petite-Rosselle, poursuit son cours en Allemagne où elle se jette dans la Sarre.

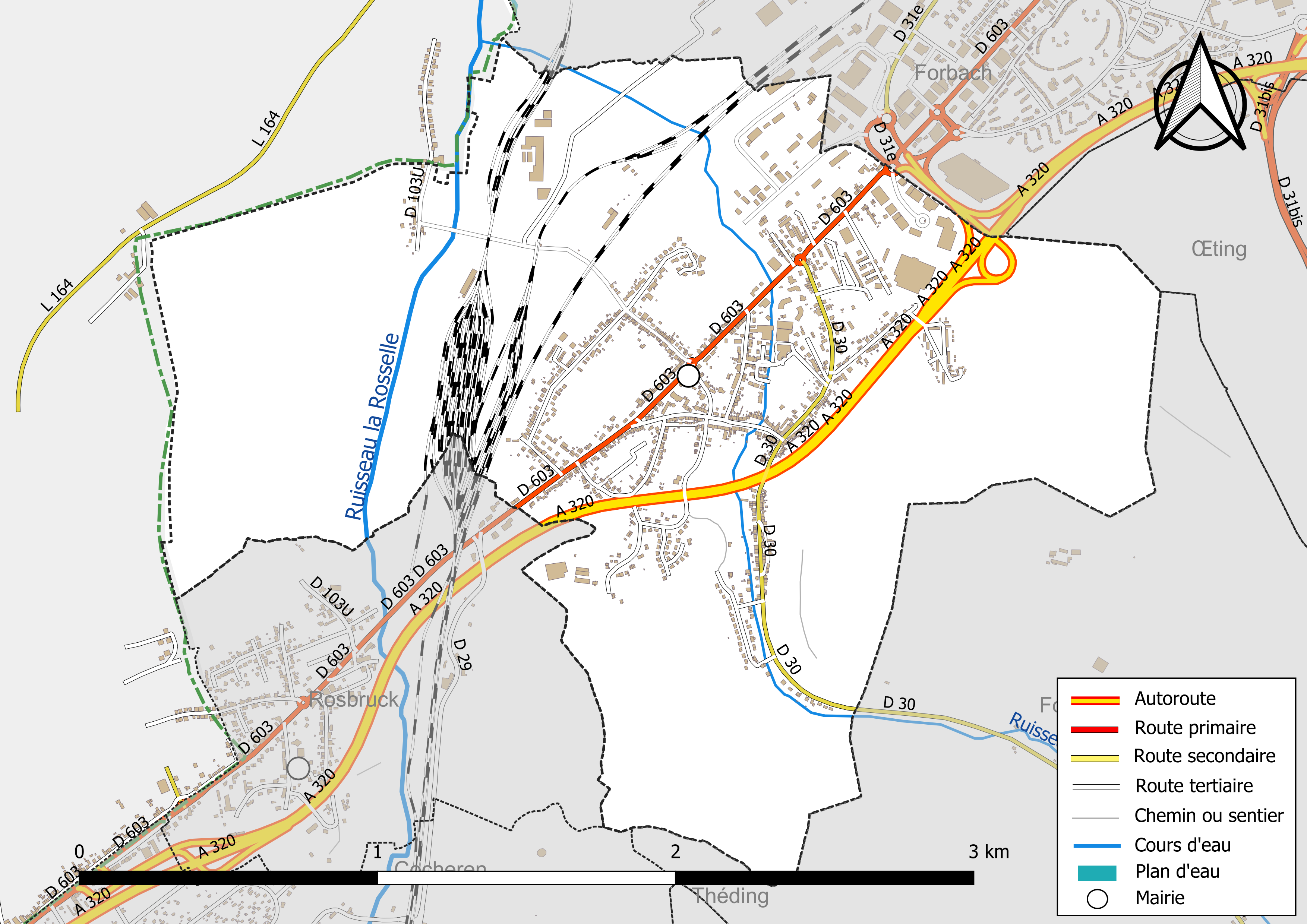
Réseaux hydrographique et routier de Morsbach.

#### Gestion et qualité des eaux
Le territoire communal est couvert par le schéma d'aménagement et de gestion des eaux (SAGE) « Bassin Houiller ». Ce document de planification, dont le territoire est approximativement délimité par un triangle formé par les villes de Creutzwald, Faulquemont et Forbach, d'une superficie de 576 km2, a été approuvé le 27 octobre 2017. La structure porteuse de l'élaboration et de la mise en œuvre est la région Grand Est. Il définit sur son territoire les objectifs généraux d’utilisation, de mise en valeur et de protection quantitative et qualitative des ressources en eau superficielle et souterraine, en respect des objectifs de qualité définis dans le SDAGE  du Bassin Rhin-Meuse.
La qualité des eaux des principaux cours d’eau de la commune, notamment du ruisseau la Rosselle, peut être consultée sur un site dédié géré par les agences de l’eau et l’Agence française pour la biodiversité.

### Climat
Pour des articles plus généraux, voir Climat du Grand Est et Climat de la Moselle.
En 2010, le climat de la commune est de type climat des marges montargnardes, selon une étude du Centre national de la recherche scientifique s'appuyant sur une série de données couvrant la période 1971-2000. En 2020, Météo-France publie une typologie des climats de la France métropolitaine dans laquelle la commune est exposée à un climat semi-continental et est dans la région climatique  Lorraine, plateau de Langres, Morvan, caractérisée par un hiver rude (1,5 °C), des vents modérés et des brouillards fréquents en automne et hiver. 
Pour la période 1971-2000, la température annuelle moyenne est de 9,8 °C, avec une amplitude thermique annuelle de 16,7 °C. Le cumul annuel moyen de précipitations est de 866 mm, avec 12,3 jours de précipitations en janvier et 9,6 jours en juillet. Pour la période 1991-2020, la température moyenne annuelle observée sur la station météorologique de Météo-France la plus proche, « Seingbouse », sur la commune de Seingbouse à 7 km à vol d'oiseau, est de 10,5 °C et le cumul annuel moyen de précipitations est de 731,4 mm. 
La température maximale relevée sur cette station est de 37,9 °C, atteinte le 25 juillet 2019 ; la température minimale est de −17 °C, atteinte le 20 décembre 2009,,. 
Les paramètres climatiques de la commune ont été estimés pour le milieu du siècle (2041-2070) selon différents scénarios d'émission de gaz à effet de serre à partir des nouvelles projections climatiques de référence DRIAS-2020. Ils sont consultables sur un site dédié publié par Météo-France en novembre 2022.

## Urbanisme

### Typologie
Au 1er janvier 2024, Morsbach est catégorisée ceinture urbaine, selon la nouvelle grille communale de densité à sept niveaux définie par l'Insee en 2022.
Elle appartient à l'unité urbaine de Sarrebruck (ALL)-Forbach (partie française), une agglomération internationale regroupant 15  communes, dont elle est une commune de la banlieue,,. Par ailleurs la commune fait partie de l'aire d'attraction de Forbach (partie française), dont elle est une commune de la couronne,. Cette aire, qui regroupe 10 communes, est catégorisée dans les aires de moins de 50 000 habitants,.

### Occupation des sols
L'occupation des sols de la commune, telle qu'elle ressort de la base de données européenne d’occupation biophysique des sols Corine Land Cover (CLC), est marquée par l'importance des territoires artificialisés (43,8 % en 2018), en augmentation par rapport à 1990 (41,7 %). La répartition détaillée en 2018 est la suivante : 
forêts (40,5 %), zones industrielles ou commerciales et réseaux de communication (23,4 %), zones urbanisées (20,4 %), prairies (9,8 %), zones agricoles hétérogènes (5,9 %). L'évolution de l’occupation des sols de la commune et de ses infrastructures peut être observée sur les différentes représentations cartographiques du territoire : la carte de Cassini (XVIIIe siècle), la carte d'état-major (1820-1866) et les cartes ou photos aériennes de l'IGN pour la période actuelle (1950 à aujourd'hui).

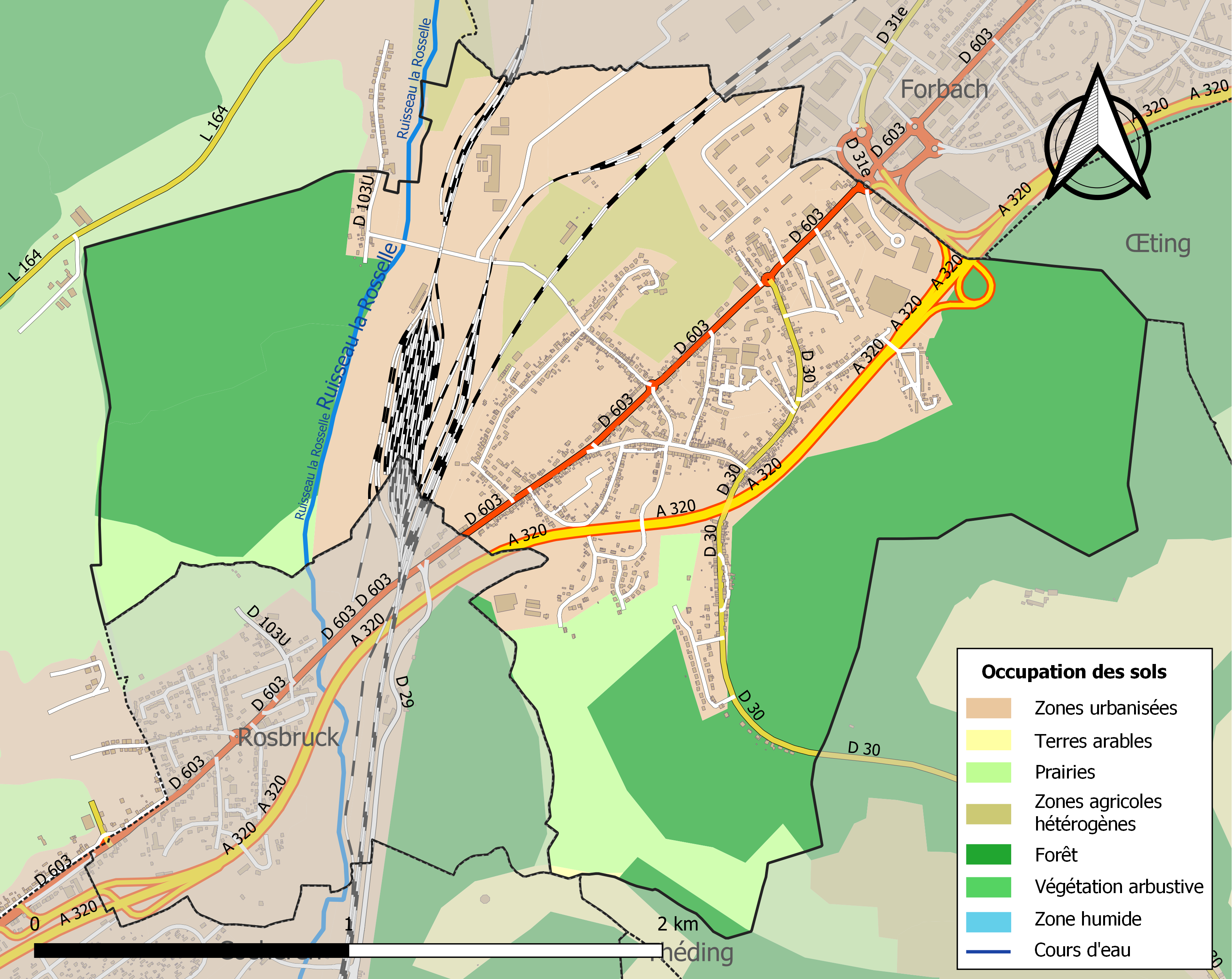
Carte des infrastructures et de l'occupation des sols de la commune en 2018 (CLC).

## Toponymie
- Du germanique moor « marais, marécage » + bach « ruisseau »[17] : Morssbach[18] et Moresbach en 1365, Morspach en 1395, Mersbach en 1441[19].
- Morschbach en francique lorrain.

## Histoire
La plus ancienne mention d’un habitant de Morsbach remonte à un acte de cession daté des environs de l’an 1200. Le nom de Morsbach apparait en 1365 parmi les villages dépendant de la Seigneurie épiscopale de Hombourg - Saint-Nabord (Saint-Avold). Le village, situé sur une voie de passage, a été dévasté comme beaucoup d’autres à partir de 1635 par différentes armées, après avoir souffert des épidémies de peste entre 1630 et 1634. Morsbach restera désert jusqu’en 1683 soit près de cinquante ans, et s’est ensuite progressivement repeuplé, en passant le cap des mille habitants au début du vingtième siècle. Morsbach a été rattaché en 1581 au duché de Lorraine et en 1766 à la France.

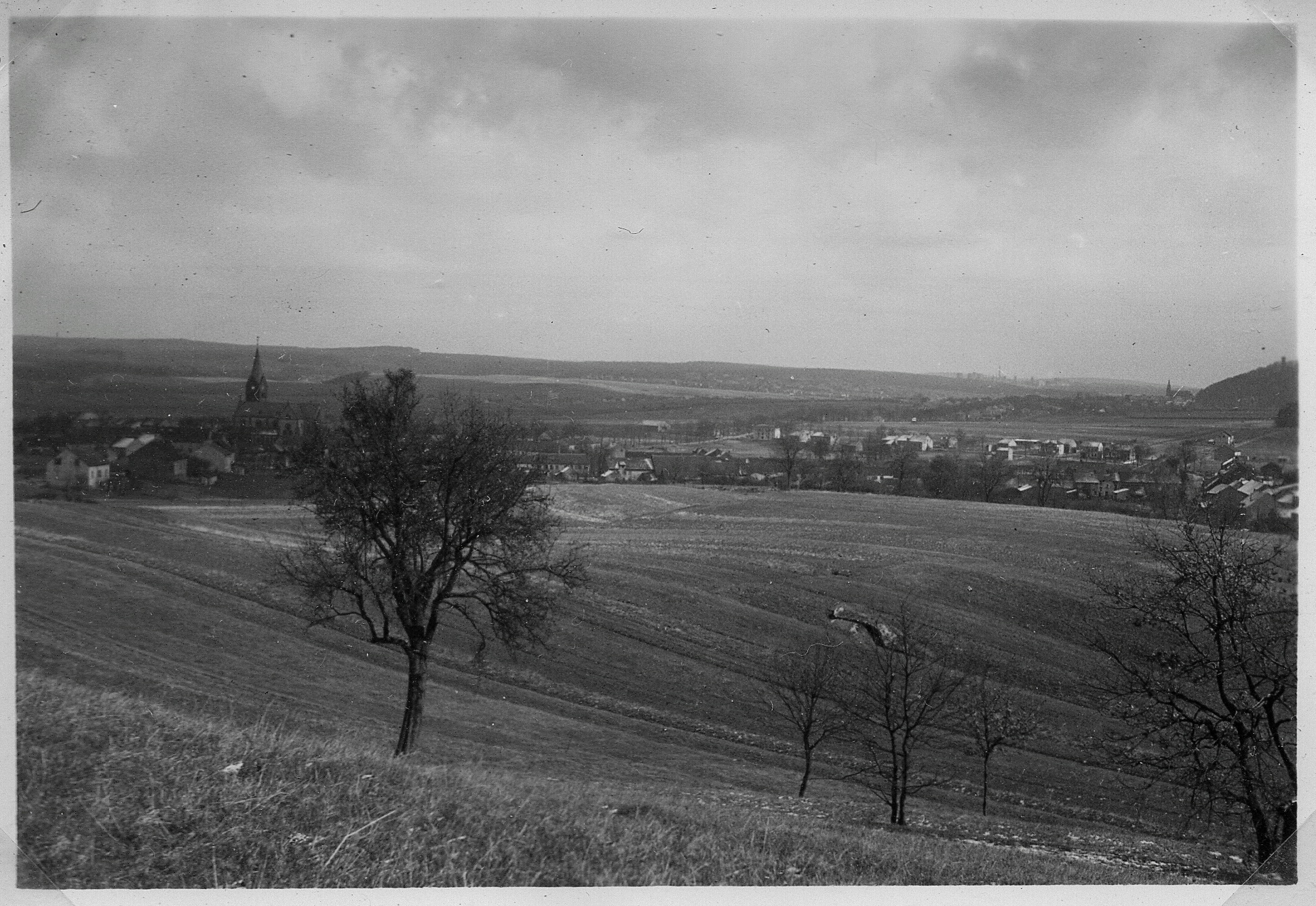
Le village en avril 1940.

## Politique et administration
| Période                                  | Période   | Identité       | Étiquette               | Qualité |
| ---------------------------------------- | --------- | -------------- | ----------------------- | --- |
| Les données manquantes sont à compléter. |           |                |                         | |
| 1945                                     | 1953      | Joseph Kieffer |                         | |
| mai 1953                                 | mars 1983 | Marcel Muller  | SE                      | |
| mars 1983                                | juin 1995 | Gérard Barthen |                         | |
| juin 1995                                | En cours  | Gilbert Schuh  | UDF puis MoDem puis UDI | Responsable commercial en retraite Conseiller départemental, vice-président du CD 57 du canton de Forbach (depuis 2015) |

## Démographie
L'évolution du nombre d'habitants est connue à travers les recensements de la population effectués dans la commune depuis 1793. Pour les communes de moins de 10 000 habitants, une enquête de recensement portant sur toute la population est réalisée tous les cinq ans, les populations de référence des années intermédiaires étant quant à elles estimées par interpolation ou extrapolation. Pour la commune, le premier recensement exhaustif entrant dans le cadre du nouveau dispositif a été réalisé en 2006.

En 2022, la commune comptait 2 657 habitants, en évolution de −0,86 % par rapport à 2016 (Moselle : +0,52 %, France hors Mayotte : +2,11 %).
| 1793 | 1800 | 1806 | 1821 | 1836 | 1841 | 1861 | 1866 | 1871 |
| ---- | ---- | ---- | ---- | ---- | ---- | ---- | ---- | ---- |
| 461  | 251  | 310  | 431  | 541  | 509  | 529  | 612  | 540  |

| 1875 | 1880 | 1885 | 1890 | 1895 | 1900 | 1905 | 1910  | 1921  |
| ---- | ---- | ---- | ---- | ---- | ---- | ---- | ----- | ----- |
| 534  | 577  | 628  | 643  | 800  | 895  | 978  | 1 110 | 1 158 |

| 1926  | 1931  | 1936  | 1946  | 1954  | 1962  | 1968  | 1975  | 1982  |
| ----- | ----- | ----- | ----- | ----- | ----- | ----- | ----- | ----- |
| 1 225 | 1 272 | 1 347 | 1 316 | 1 580 | 2 464 | 2 497 | 2 573 | 2 452 |

| 1990  | 1999  | 2006  | 2011  | 2016  | 2021  | 2022  | - | - |
| ----- | ----- | ----- | ----- | ----- | ----- | ----- | - | - |
| 2 464 | 2 449 | 2 589 | 2 579 | 2 680 | 2 666 | 2 657 | - | - |

## Culture locale et patrimoine

### Lieux et monuments

#### Édifices civils
- Passage d’une voie romaine.
- Vestiges : récipient en grès, tessons en terre.
- Camp romain et cimetière gallo-romain du Hérapel.

#### Édifice religieux
- Église Saints-Sauveur-et-Sébastien néo-romane 1909.

### Personnalités liées à la commune
- François Zanella, créateur de la maquette au 1/8e du navire de croisière Majesty Of The Seas.

### Héraldique
| Blason | Blasonnement : De gueules à trois flèches hautes d'or rangées en fasce, à la fasce ondée d'argent brochant. Commentaires : Le statut officiel du blason reste à déterminer. |

## Pour approfondir